# Ябланица (село)
Вижте пояснителната страница за други значения на Ябланица.

Ябланица е село в Западна България.
То се намира в Община Своге, Софийска област.

## География
Село Ябланица се намира в планински район, в дела Мургаш от Западна Стара планина.

## История
За пръв път селото е споменато в най-ранния Османски данъчен регистър от 1430 г. като Абланиджа и Кърадище (Градище).

## Културни и природни забележителности
В село Ябланица се намира една от резиденциите на Тодор Живков, ловен дом „Търсава“, приятно и уютно място за отдих. Построена през периода 1979-1980 г. и разположена на територия от около 5000 хектара. Собственост на резиденцията са и две езера подходящи за риболов, които са на разположение на почиващите по всяко едно време. В района при естествени условия се развъждат благороден елен, лопатар, сърна и дива свиня, които са предмет на ловен туризъм.

## Редовни събития
На 1 май се провежда мотосъбор.
1. ↑  www.grao.bg